# نيكوليتا ليا
نيكوليتا ليا هي عداءة سريعة رومانية، ولدت في 12 ديسمبر 1963.

## وصلات خارجية
- نيكوليتا ليا على موقع الاتحاد الدولي لألعاب القوى (الإنجليزية)
- نيكوليتا ليا على موقع أوليمبيديا (الإنجليزية)